# Тибуридзима
Тибуридзима (яп. 知夫里島 Chiburijima) — остров архипелага Оки в Японском море.
Площадь острова составляет 13,7 км² с населением около 650 человек. Он является самым маленьким из обитаемых островов архипелага Оки по площади и численности населения. Остров входит в село Тибу в префектуре Симане. Большая часть острова находится в границах национального парка Дайсен-Оки. Тибуридзима является единственным островом из Оки на котором обитает японская енотовидная собака.

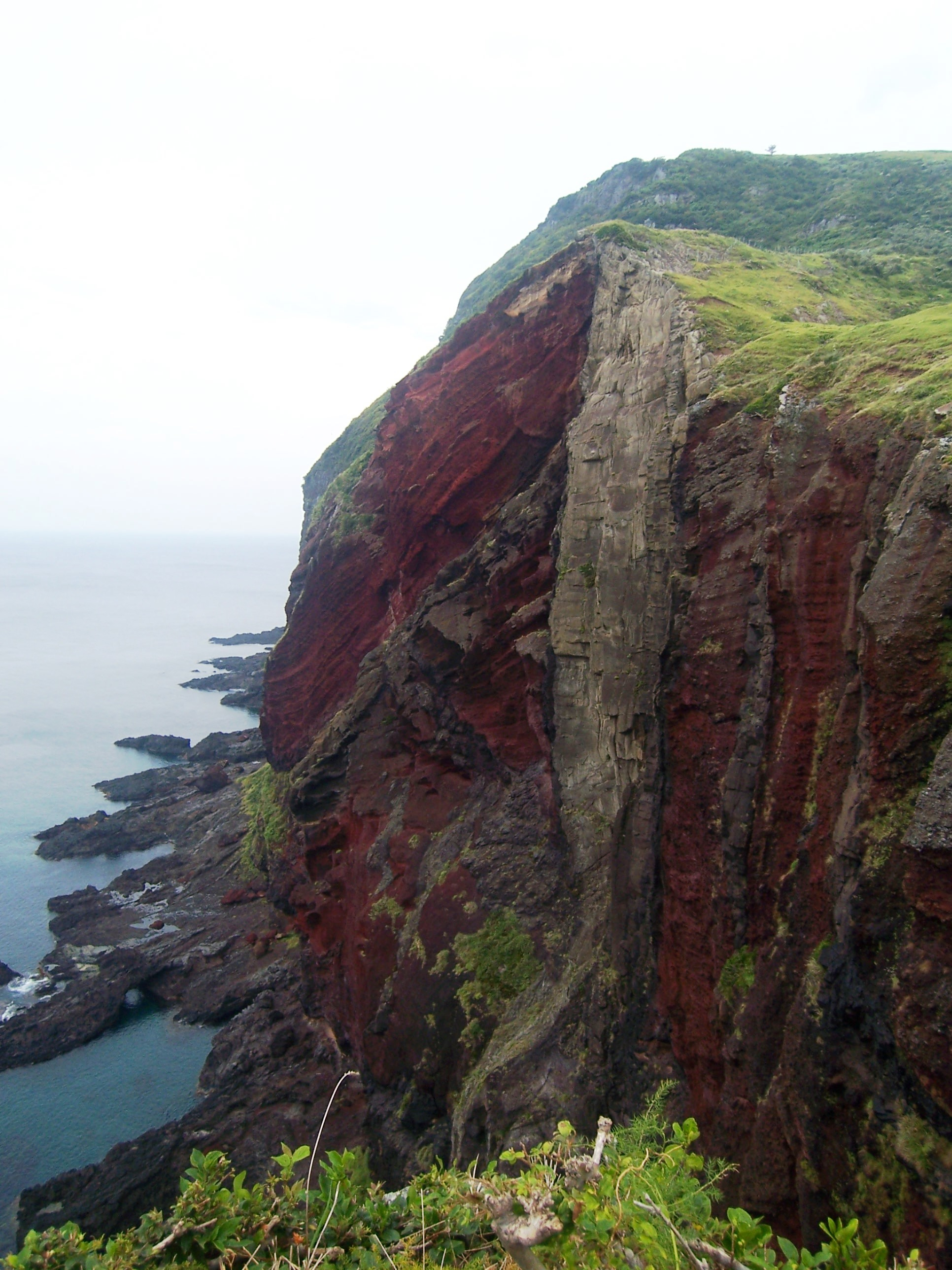
Красные клифы Тибуридзимы

## География
Тибуридзима является самым маленьким островом из своего архипелага. Расположен в 80 км к северу от побережья острова Хонсю. Местность гористая, южная и центральная часть острова равнинная. Есть несколько морских скал, большая часть из которых расположена на западной стороне. Высочайшая точка — 325 метров над уровнем моря.

## История

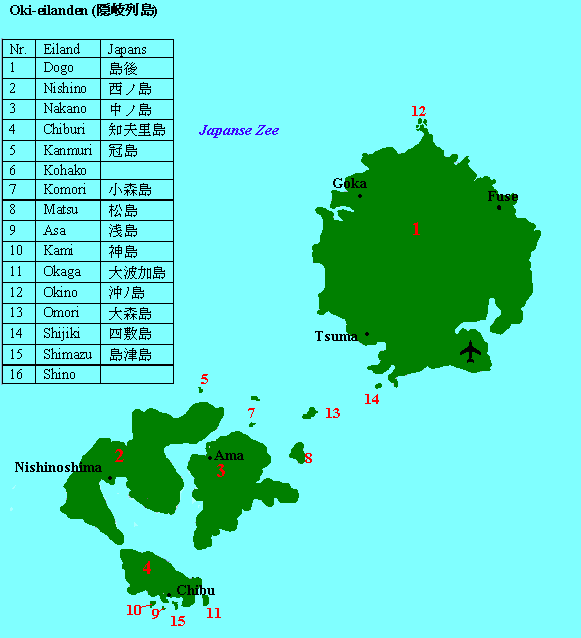
Тибуридзима на карте островов Оки под номером 4

Самым ранним свидетельством проживания людей на Тибуридзиме является гробница под названием «Руины храма Химемия» (姫宮神社遺跡, Himemiya-jinja isek), расположенная в Уруми. Гробница датируется периодом Дзёмон. Также были обнаружены другие древние гробницы, построенные в периоды Яёй и Кофун. Кроме того, острова Оки, включая Тибуридзиму, упоминаются в двух самых древних японских текстах, Кодзики и Нихон Сёки. В период Асука остров стал частью «района Тибу» (知夫郡, Chibu-gun). Острова Оки использовались как место изгнания с периода Нара. Также они хорошо известны как место изгнания императора Го-Тоба и императора Го-Дайго в период Камакура. После реставрации Мэйдзи в 1871 году острова Оки стали частью префектуры Тоттори, но затем в 1881 году были переданы префектуре Симане.